# (4267) Basner
(4267) Basner es un asteroide perteneciente al cinturón de asteroides, descubierto el 18 de agosto de 1971 por Tamara Mijáilovna Smirnova desde el Observatorio Astrofísico de Crimea (República de Crimea).

## Designación y nombre
Designado provisionalmente como 1971 QP. Fue nombrado Basner en honor al compositor ruso soviético Veniamin Efimoviĉ Basner.